# 德朗 (伊利諾伊州)
德朗（英語：DeLong）是位於美國伊利諾伊州諾克斯縣的一個非建制地區。該地的面積和人口皆未知。

## 地理
德朗的座標為40°49′00″N 90°18′16″W / 40.81667°N 90.30444°W，而該地的平均海拔高度為206米（即676英尺）。